# Glossosoma schuhi
Glossosoma schuhi är en nattsländeart som beskrevs av Ross 1947. Glossosoma schuhi ingår i släktet Glossosoma och familjen stenhusnattsländor. Inga underarter finns listade i Catalogue of Life.